# Fumiko Hori
Fumiko Hori (堀 文子, Hori Fumiko, 2 de julho de 1918 – 5 de fevereiro de 2019) foi uma artista japonesa, conhecida por suas pinturas no estilo Nihonga.

## Biografia
Hori nasceu em uma família de acadêmicos em Hirakawacho, distrito de Tóquio, Japão, em 1918. Em 1940, ela se formou na Escola de Belas Artes da Mulher. Ela treinou Nihonga, um estilo de pintura tradicional japonesa. Em 1952, ganhou o Prêmio Uemura Shōen, concedido a pintoras japonesas excepcionais.
Em 1960, o marido de Hori, um diplomata, morreu de tuberculose. Hori decidiu viajar pelo mundo, saindo do Japão pela primeira vez e visitando o Egito, Europa, Estados Unidos e México. Ao retornar ao Japão, ela se mudou para uma região rural de Kanagawa, onde criou obras inspiradas em suas viagens. O mundo natural, incluindo flores e animais, foi um tema de seu trabalho ao longo de sua carreira.
Entre as décadas de 1950 e 1970, Hori trabalhou ilustrando revistas e livros infantis, incluindo uma adaptação do livro de 1971 de Tchaikovsky, O Quebra-Nozes, que ganhou um prêmio na Feira do Livro Infantil e Juvenil de Bolonha. Ela também ensinou pintura na Universidade de Arte de Tama. Em 1987, ela ganhou o Prêmio da Cultura de Kanagawa.
Hori viveu em Arezzo, na Toscana, Itália, por cinco anos, começando em 1987, onde montou um estúdio e pintou imagens coloridas do cenário local. Ela continuou viajando ao redor do mundo, incluindo destinos como a Amazônia, Nepal e México.
Em 2000, ela sobreviveu a um aneurisma possivelmente fatal; esta experiência a inspirou a pintar microorganismos, como se vistos sob um microscópio. Este trabalho apareceu em uma exposição individual na Galeria de Arte Nakajima, em Ginza, Tóquio. Uma peça de cerâmica baseada em uma de suas pinturas, Utopia, foi instalada no saguão do Aeroporto de Fukushima em 2014.
Hori continuou a pintar até seus últimos anos de vida. O Museu de Arte Moderna, em Hayama, exibiu uma retrospectiva de seu trabalho entre novembro de 2017 e março de 2018; a peça mais antiga na exposição foi um auto-retrato de 1930, e a mais recente foi O damasco japonês com flores vermelhas, pintado em 2016 quando Hori tinha 98 anos.
Hori morreu em 5 de fevereiro de 2019, em um hospital em Hiratsuka, Kanagawa, aos 100 anos de idade. O Museu de Arte Narukawa em Hakone, lar de mais de 100 de suas obras, sediou uma exposição memorial de julho a novembro de 2019. 